# Patrick Suffo
Patrick Suffo, właśc. Patrick Suffo-Kengné (ur. 17 stycznia 1978 w Ebolowie) – kameruński piłkarz, występujący na pozycji napastnika.

## Kariera klubowa
Swoją karierę rozpoczął w Tonnerre Jaunde. W sezonie 1995/1996 przeniósł się do Europy, a pierwsi wypatrzyli go skauci FC Nantes. W wieku 18 lat trafił do FC Barcelony i grał w rezerwach tego klubu. Do definitywnego transferu zniechęcili go rasiści i jeszcze w styczniu wrócił do Nantes, gdzie przez trzy sezony gry w 30 meczach strzelił 4 bramki. W sezonie 2000/2001 Suffo został kupiony przez Sheffield United F.C. W tym klubie zagrał 1,5 sezonu, po czym ponownie zmienił klimat. Tym razem wybrał hiszpańską Numancię, a tam spotkał swojego rodaka – Daniela Ngom Kome. W przerwie zimowej sezonu 2002/2003 po Patricka Suffo zgłosiło się Al-Hilal Rijad i na pół sezonu piłkarz trafił do Arabii Saudyjskiej. W sezonie 2003/2004 powrócił do Europy, ponownie wybierając ligę angielską. W swoim nowym klubie, Coventry City przez dwa niepełne sezony rozegrał 48 meczów i strzelił 10 bramek. Jego następnym klubem był Dubai Club, a później Odds BK. W norweskim klubie debiutował podczas meczu z Vålerenga Fotball, a w 72. minucie tego meczu wpisał się na listę strzelców i był to jeden z czterech goli strzelonych przez Suffo w 11 rozegranych meczach. W sezonie 2005/2006 Kameruńczyk trafił do izraelskiej drużyny, Maccabi Petach Tikwa. W 2007 roku przeszedł do FC Aszdod. Następnie grał w hiszpańskim UD Puertollano i we Wrexham A.F.C.

## Kariera reprezentacyjna
W 2000 roku grał na Igrzyskach Olimpijskich w Sydney, kiedy to „Nieposkromione Lwy” pokonały Hiszpanię 5:3 w karnych, 2:2 w regulaminowym czasie. Warto dodać, że piłkarze z Afryki przegrywali 2:0 i musieli odrabiać straty, co im się udało. Decydującą o złotym medalu jedenastkę na bramkę zamienił Pierre Womé. Suffo zdobył z reprezentacją Kamerunu złoty medal podczas Pucharu Narodów Afryki 2002, a „Nieposkromione Lwy” pokonały Senegal 3:2, dopiero po serii rzutów karnych. W tym samym roku Suffo rozegrał dwa mecze na Mistrzostwach Świata 2002, a w meczu z Niemcami wszedł w 53 minucie meczu, 7 minut później został ukarany żółtą kartką, a w 77 minucie, czerwoną.

## Kariera w liczbach
| Sezon   | Klub                 | Kraj                         | Rozgrywki                 | Mecze | Bramki |
| ------- | -------------------- | ---------------------------- | ------------------------- | ----- | ------ |
| 1995    | Tonnerre Jaunde      | Kamerun                      | Première Division         | ?     | ?      |
| 1995/96 | FC Nantes            | Francja                      | Ligue 1                   | 0     | 0      |
| 1996/97 | FC Barcelona B       | Hiszpania                    | Segunda División          | 26    | 7      |
| 1997/98 | FC Nantes            | Francja                      | Division 1                | 4     | 0      |
| 1998/99 | FC Nantes            | Francja                      | Division 1                | 21    | 4      |
| 1999/00 | FC Nantes            | Francja                      | Division 1                | 5     | 0      |
| 2000/01 | Sheffield United     | Anglia                       | Division One              | 16    | 1      |
| 2001/02 | Sheffield United     | Anglia                       | Division One              | 20    | 4      |
| 2001/02 | CD Numancia          | Hiszpania                    | Segunda División          | 5     | 2      |
| 2002/03 | CD Numancia          | Hiszpania                    | Segunda División          | 18    | 4      |
| 2002/03 | Al-Hilal             | Arabia Saudyjska             | Saudi Professional League | ?     | ?      |
| 2003/04 | Coventry City        | Anglia                       | Championship              | 27    | 7      |
| 2004/05 | Coventry City        | Anglia                       | Championship              | 21    | 3      |
| 2004/05 | Dubai Club           | Zjednoczone Emiraty Arabskie | UAE Arabian Gulf League   | ?     | ?      |
| 2005    | Odds BK              | Norwegia                     | Tippeligaen               | 11    | 4      |
| 2005/06 | Maccabi Petach Tikwa | Izrael                       | Ligat ha’Al               | 13    | 6      |
| 2006/07 | Maccabi Petach Tikwa | Izrael                       | Ligat ha’Al               | 24    | 1      |
| 2007/08 | FC Aszdod            | Izrael                       | Ligat ha’Al               | 4     | 1      |
| 2007/08 | UD Puertollano       | Hiszpania                    | Segunda División B        | 11    | 0      |
| 2008/09 | Wrexham F.C.         | Walia                        | Conference National       | 14    | 2      |